# Изотермические координаты
Изотермические (или конформные) координаты — локальные координаты на поверхности, малые координатные квадраты которой близки к квадратам.

## Определение
Система координат на поверхности называется изотермической, если компоненты {\displaystyle E,F,G} первой квадратичной формы удовлетворяют соотношениям  {\displaystyle E=G} и {\displaystyle F=0}.

### Замечания
- Координатные линии изотермической системы координат образуют так называемую изотермическую сеть.

## Примеры
- На поверхности вращения меридианы и параллели образуют изотермическую сеть
- Асимптотическая сеть на минимальной поверхности — изотермическая сеть

## Свойства
- Изотермическая система координат задаёт конформное отображение на плоскость. То есть линейный элемент поверхности имеет вид:
{\displaystyle ds^{2}=\rho (du^{2}+dv^{2})}

где {\displaystyle \rho } конформный фактор.
- Если гармоническая функция {\displaystyle u} на поверхности имеет ненулевой градиент {\displaystyle \nabla _{p}u\neq 0} то в некоторой точке {\displaystyle p}, функция {\displaystyle u} является координатой некоторой изотермической системы координат {\displaystyle (u,v)}. Вторая функция {\displaystyle v} называется сопряжённой к {\displaystyle u}, она определена однозначно с точностью до сдвига и знака.

- Гауссова кривизна в изотермической системе координат выражается формулой
{\displaystyle K=-{\frac {1}{2}}e^{-\varphi }\Delta \phi =-{\frac {1}{2}}e^{-\varphi }\left({\frac {\partial ^{2}\varphi }{\partial u^{2}}}+{\frac {\partial ^{2}\varphi }{\partial v^{2}}}\right),}

где {\displaystyle \rho =e^{\varphi }} конформный фактор.

## Вариации и обобщения
- Изотермическая сеть — частный случай ромбической сети.